# Airbus A320neo
Airbus A320neo – odmiana Airbusa A320, stanowiąca modernizację rodziny A320. Model ten jest ostatnim krokiem programu A320Enhanced (A320E). Główną zmianę w stosunku do modelu A320 stanowią nowe silniki – CFM International LEAP-1A lub Pratt & Whitney PW1100G oraz sharklety (większe zaokrąglone końcówki skrzydeł).

## Wersje

### A320neo
24 listopada 2015 roku poinformowano o zakończeniu certyfikacji wąskokadłubowych samolotów pasażerskich rodziny A320neo wyposażonych w jednostki napędowe Pratt & Whitney Pure Power PW1100G-JM. Uzyskano w ten sposób równocześnie dwa certyfikaty European Aviation Safety Agency oraz Federal Aviation Administration. W procesie certyfikacji uczestniczyły trzy maszyny testowe, które w ramach wymagań spędziły w powietrzu łącznie 1070 godzin, wykonując 350 lotów. Z tego 300 godzin nalotu wykonał egzemplarz w standardowej konfiguracji pasażerskiej, symulując normalne operacje w ramach regularnych połączeń. Program certyfikacji trwał 14 miesięcy. Terminowe uzyskanie certyfikatów EASA i FAA dało możliwości ich dostarczania. A320neo jest najczęściej kupowanym modelem z rodziny A320, do czasu rozpoczęcia dostaw zebrano ponad 3000 potwierdzonych zamówień na ten typ. Do testów i certyfikacji przeznaczono łącznie cztery A320neo oraz po dwa A321neo i 319neo.
Wariant A320neo ma charakteryzować się niższym zużyciem paliwa o 15% w stosunku do pierwszej generacji. Do 2020 roku zużycie paliwa ma być obniżone nawet do 20%. Nowy model ma również emitować mniej hałasu oraz spalin. Modyfikacją wprowadzoną przez konstruktorów jest też nowa aranżacja kabiny pasażerskiej nazwana Cabin Flex z możliwością zabrania dodatkowych 20 pasażerów bez utraty komfortu podróży.
Z powodów problemów technicznych z silnikami PW1100G, które wymagały 3 minutowego rozruchu Qatar Airways nie zgodziły się na odbiór samolotów, który planowano na grudzień 2015. Pierwszy samolot napędzany silnikami PW1100G dostarczono do Lufthansy 12 lutego 2016. Pierwszy A320neo z silnikami CFM LEAP-1A dostarczono 19 lipca 2016 do Pegasus Airlines. Z powodu zbyt wolnych dostaw podzespołów do silników, w tym aluminiowo-tytanowych łopat wirników, Pratt & Whitney musiał spowolnić dostawy silników do 150 w 2016 i 350 szt. w 2017 roku. Z tego powodu w kwietniu 2016 ponad 20 A320neo nie mogło być dostarczonych oczekując na zamontowanie silników. 13 lutego 2018 EASA uziemiła A320neo i A321neo wyposażone w silniki z rodziny PW1100G-JM po tym jak dochodziło w nich do wyłączenia się silnika w locie z powodu drgań. Pratt & Whitney 22 lutego wznowił produkcję silników rozwiązując problem poprzez wymianę wadliwych uszczelek, których uszkodzenie mogło prowadzić do zatarcia silnika. Problem dotyczył 43 silników na 32 samolotach spośród 113 dostarczonych samolotów z tymi silnikami. Airbus do czasu wprowadzenia planu naprawczego zmuszony był spowolnić dostawy A320neo, aby wyprodukowane silniki zamontować na uziemionych egzemplarzach.

### A321neo
9 lutego 2016 w Hamburgu oblatano wydłużoną o prawie 7 metrów wersję A320, zabierająca ok. 40 dodatkowych pasażerów. Pierwszy z dwóch prototypów napędzały silniki CFM International Leap-1A, ponieważ PW1100G-JM znajdował się w fazie usuwania problemów z chłodzeniem. Faza testów i certyfikacji została wstrzymana na kilka tygodni w celu dokonania napraw po tym jak pierwszy prototyp uderzył częścią ogonową w ziemię. Drugi egzemplarz z silnikami Pratt & Whitney PW1135G-JM wykonał pierwszy lot 9 marca 2016. A321neo z silnikami PW uzyskał wspólny certyfikat typu EASA i FAA 15 grudnia 2016. Wersja z silnikami Leap-1A uzyskała je 1 marca 2017.
Samolot o standardowej pojemności 164-206 pasażerów (maksymalnie 240 miejsc, wobec 220 w pierwotnym A321-200) cieszy się równie dużym zainteresowaniem linii co wersja podstawowa, przed rozpoczęciem dostaw Airbus zebrał zamówienia na 1388 sztuk. Samolot jest o dwa metry dłuższy od zaprezentowanego w marcu 2017 Boeinga 737 MAX 9, którego do tego czasu zamówiono w ilości 418 sztuk. W odpowiedzi Boeing zapowiedział stworzenie większej wersji Boeing 737 MAX 10. Sprzedaż MAX 10 ruszyła na Paris Air Show pod koniec lipca 2017 i przekroczyła 250 sztuk kosztem konwersji zamówień z MAX 9 na MAX 10, w tym 100 sztuk MAX 10 zamówiły United Airlines. Oprócz 737 MAX 10X Boeing rozważa koncept New Mid-range Aircraft (NMA lub 797) dla 190-210 pasażerów w konfiguracji klasowej o zasięgu 7400-8300 km, który jest poszukiwany dla połączeń transkontynentalnych wśród linii tj. United Airlines, Delta Air Lines, Alaska Airlines, Air Canada.
A321 swoimi rozmiarami wypełnia dolny segment środka rynku (znany jako MOM) zajmowany także przez nieprodukowany od 2004 roku Boeing 757-200. Dla zastąpienia tych maszyn w 2014 roku wprowadzono wersję neo oznaczoną A321LR o zasięgu zwiększonym z 6850 km do 7400 km dzięki zwiększonej masie startowej z 93,5 do 97 ton z trzema dodatkowymi zbiornikami paliwa w kadłubie. Linie Norwegian Air Shuttle w 2016 zamówiły 30 A321LR do lotów transatlantyckich. W 2015 roku największy użytkownik A321-200 American Airlines z ponad 200 szt. we flocie wprowadził A321 na połączeniach z Hawajami samoloty oznaczone A321H, które otrzymały sharklety i certyfikat ETOPS do lotów nad oceanem. 5 stycznia 2018 w Hamburgu zaprezentowano A321neo ACF (Airbus Cabin Flex) w konfiguracji maksymalnej 240 pax lub 206 miejsc w standardowej konfiguracji. Najbardziej znaczące zmiany to nowe położenie wyjść ewakuacyjnych (usunięto drugą parę drzwi przed skrzydłami, trzecia para została przesunięta bliżej ogona, a nad skrzydłami umieszczono dwie pary wyjść ewakuacyjnych) oraz dodanie nawet dwóch rzędów siedzeń w ogonie samolotu poprzez przeniesienie toalet do tyłu i przesunięcie pozostałych foteli. Pierwszy A321neo w konfiguracji Cabin Flex dostarczono do Turkish Airlines 13 lipca 2018. ACF stanie się standardem produkcyjnym dla A321neo od 2020 roku oraz jest bazą dla wersji A321LR. Pierwszy A321LR (MSN7877) oblatano 31 stycznia 2018, napędzany był silnikami LEAP-1A. 15 lutego 2018 samolot wykonał pierwszy transatlantycki lot z Paryża (Le Bourget) do Nowego Jorku (JFK). W tym czasie Airbus miał zamówienia na ponad 100 szt. A321LR od m.in. Norwegian, Air Transat, Aer Lingus, TAP Portugal.
20 kwietnia 2017 dostarczono pierwszy A321neo napędzany silnikami Leap-1A do linii Virgin America (należące do grupy Alaska Airlines). 7 września 2017 dostarczono pierwszy A321neo z silnikami PW1100G-JM dla All Nippon Airways.

### A319neo
31 marca 2017 oblatano model A319neo napędzany silnikami CFM International Leap-1A. Najkrótsza wersja samolotu ma długość 33,8 m i zabiera 140-160 pasażerów. Cieszy się minimalnym zainteresowaniem linii, przed pierwszym lotem zebrano zamówienia na zaledwie 55 sztuk, a do końca 2017 roku liczba ta spadła do 33 szt.

## Silniki
Najważniejszą zmianą w drugiej generacji samolotów pasażerskich A320 jest wprowadzenie nowych silników turbowentylatorowych dostarczanych przez dwóch producentów: CFM International LEAP-1A lub Pratt & Whitney PW1100G PurePower. Zastąpiły one silniki CFM International CFM56 i IAE V2500 montowane na A320 kolejno od 1988 i 1989 roku. Nowe silniki zwiększyły współczynnik dwuprzepływowości do 11:1 (LEAP-1A) i 12:1 (PW1100G) w porównaniu do 6:1 w V2500. Charakteryzują się większymi wentylatorami wlotowymi o przekątnej 198 cm w LEAP-1A i 208 cm w PW1100G wobec 168 cm w V2500. Silnik CFM LEAP mają konwencjonalną architekturę zapożyczoną od General Electric GE90 w której wentylator i wał obracają się z tą samą prędkością, siedmiostopniową sprężarkę niskiego ciśnienia, bliski (łopatki zintegrowane z piastą) i materiały kompozytowe. Silniki LEAP nastawione są na zmniejszenie zużycia paliwa poprzez wzrost sprawności termicznej, a PW1100 na wzrost sprawności napędowej poprzez wzrost przepływu powietrza w komorze wewnętrznej. W silniku PW1100G zastosowano przekładnię redukcyjną na wale (FDGS) przez co wentylator obraca się z prędkością 1/3 prędkości obrotowej turbiny niskiego ciśnienia, dzięki czemu silnik może mieć większy wentylator bez ryzyka powstania wibracji na końcach łopatek i dodatkowego hałasu, a turbina niskiego ciśnienia ma tylko trzy stopnie sprężenia. Nowe silniki powinny zużywać o 12-16% mniej nafty, dzięki czemu wzrośnie zasięg samolotów, emitować będą mniejszy hałas oraz o 10% mniej dwutlenków azotu i węgla.
A320neo oferuje dwa typy silników w porównaniu z konkurencyjnym Boeing 737 MAX, który wykorzystuje wyłącznie silniki CFM LEAP-1B z mniejszym wentylatorem i stopniem sprężenia 9:1. Jest to spowodowane nisko umieszczonym kadłubem całej rodziny 737. Pozostałymi konkurentami rodziny Airbusa A320neo są rosyjski Irkut MS-21 (P&W PW1400G) oraz chiński Comac C919 (CFM LEAP-1C). 19 lutego 2022 r. dostarczono pierwsze dwa A319neo dla China Southern Airlines. Wcześniejsze dostawy realizowano dla odbiorców biznesowych.
| Oznaczenie wersji | Silnik        | Certyfikat Typu   | Ciąg startowy |
| ----------------- | ------------- | ----------------- | ------------- |
| A320-271N         | PW1127G-JM    | 24 listopada 2015 | 120 kN        |
| A320-251N         | CFM LEAP-1A26 | 31 maja 2016      | 120 kN        |
| A321-271N         | PW1133G-JM    | 15 grudnia 2016   | 147 kN        |
| A321-251N         | CFM LEAP-1A32 | 1 marca 2017      | 143 kN        |
| A321-253N         | CFM LEAP-1A33 | 3 marca 2017      | 143 kN        |

## Produkcja
| Wersja  | 2016 | 2017 | 2018 | 2019 | 2020 | 2021 | 2022 | 2023 | 2024 | Suma |
| ------- | ---- | ---- | ---- | ---- | ---- | ---- | ---- | ---- | ---- | ---- |
| A320neo | 68   | 161  | 284  | 391  | 253  | 258  | 246  | 247  | 31   | 1929 |
| A321neo | -    | 20   | 102  | 168  | 178  | 199  | 264  | 317  | 34   | 1282 |
| A319neo | -    | -    | -    | 2    | 0    | 2    | 6    | 7    | 0    | 17   |
| Suma    | 68   | 181  | 386  | 561  | 431  | 459  | 516  | 571  | 65   | 3228 |

## Galeria

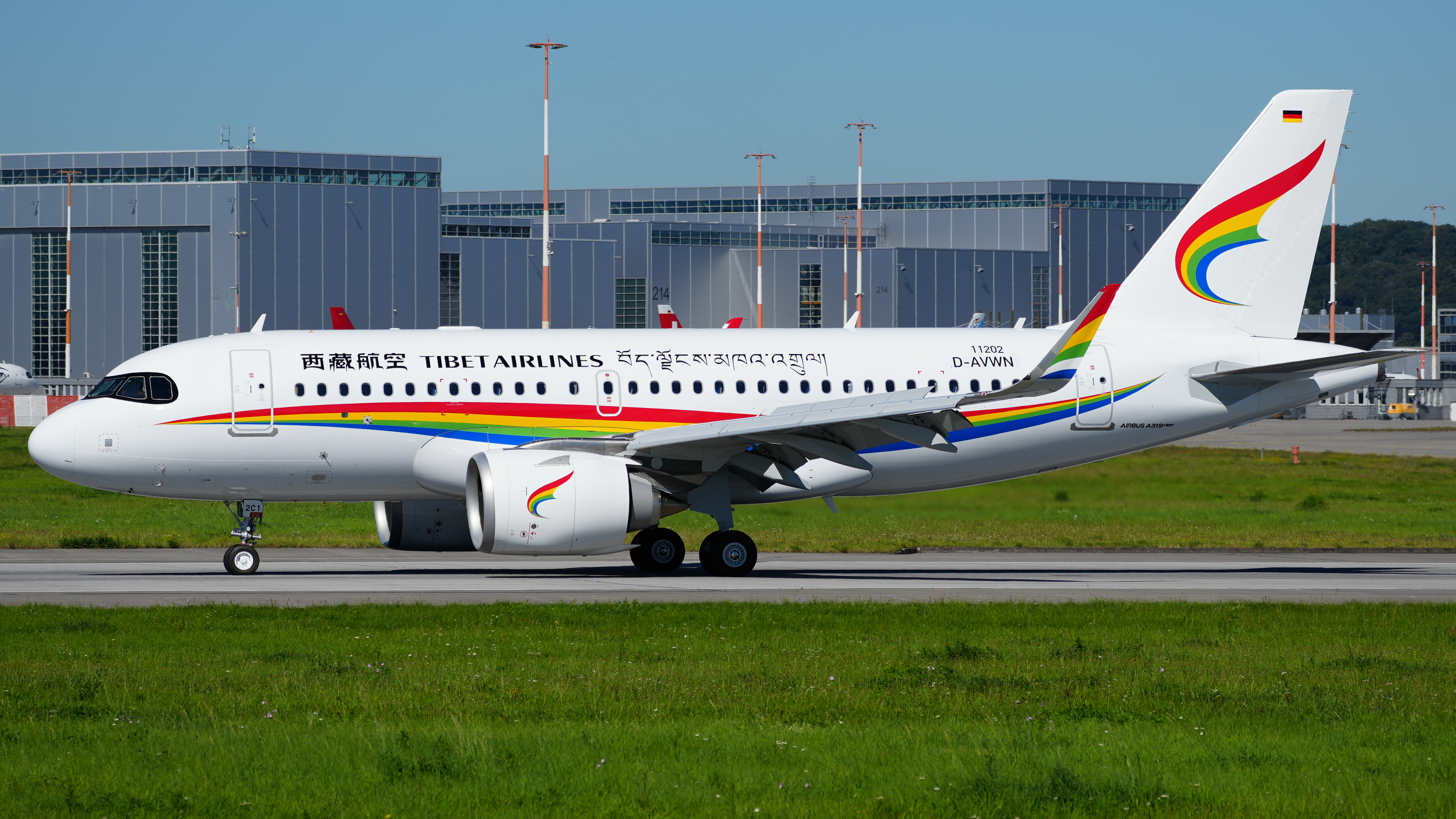
Airbus A319neo w barwach linii Tibet Airlines
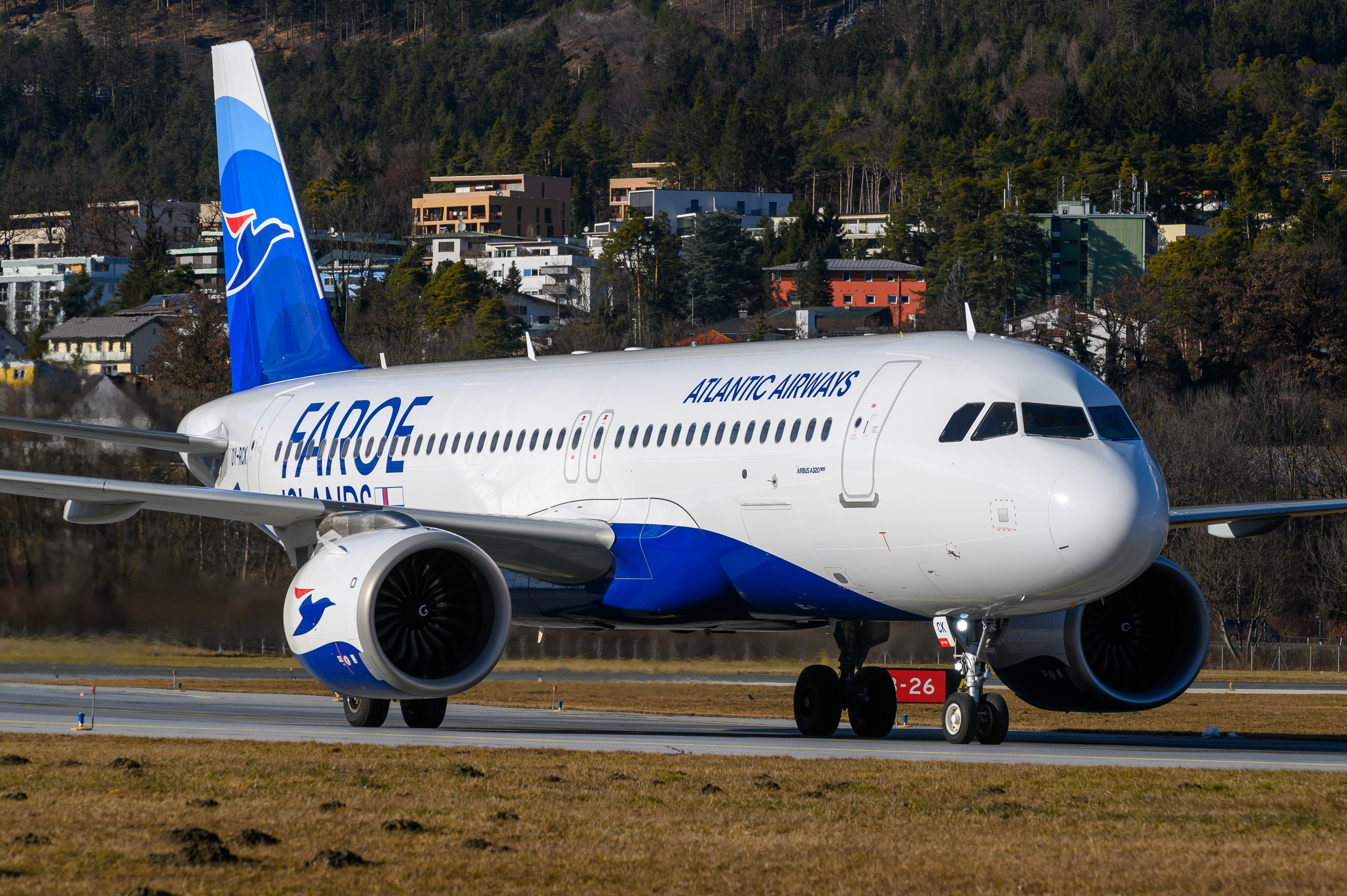
Airbus A320neo należący do linii Atlantic Airways na płycie Portu lotniczego Innsbruck
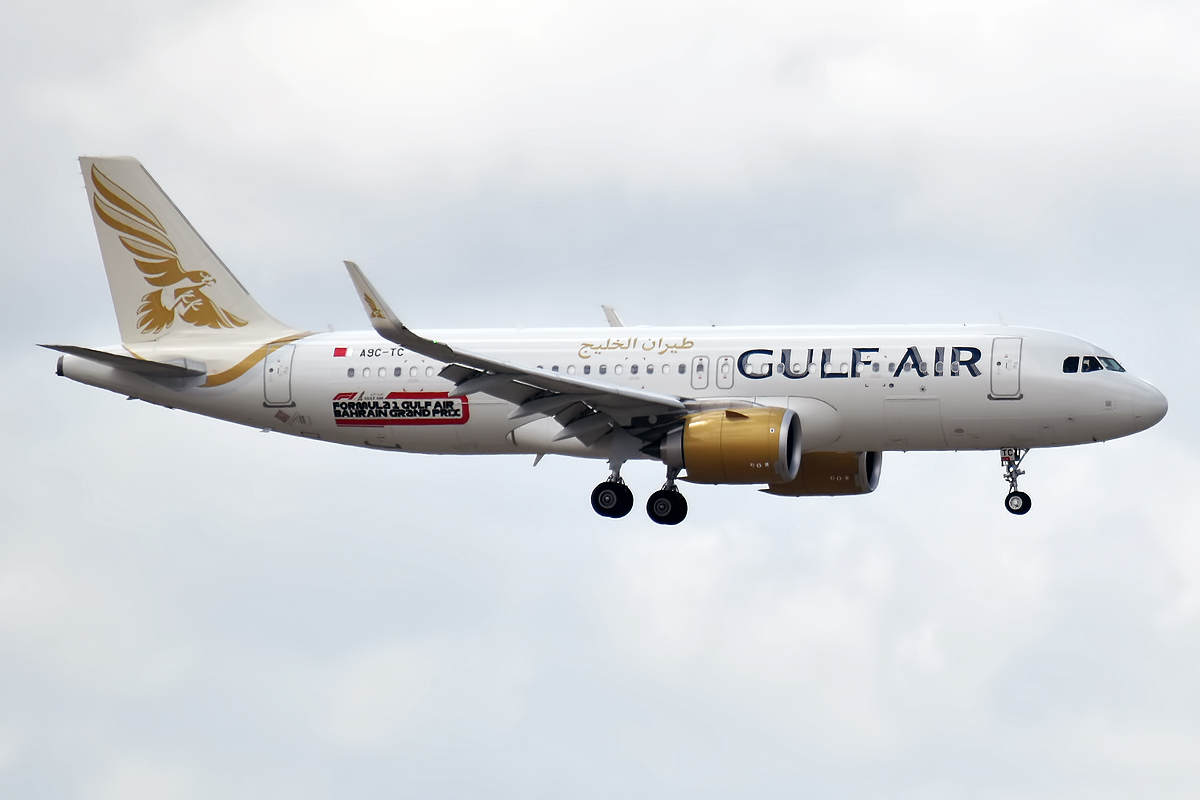
Airbus A320neo w barwach linii Gulf Air
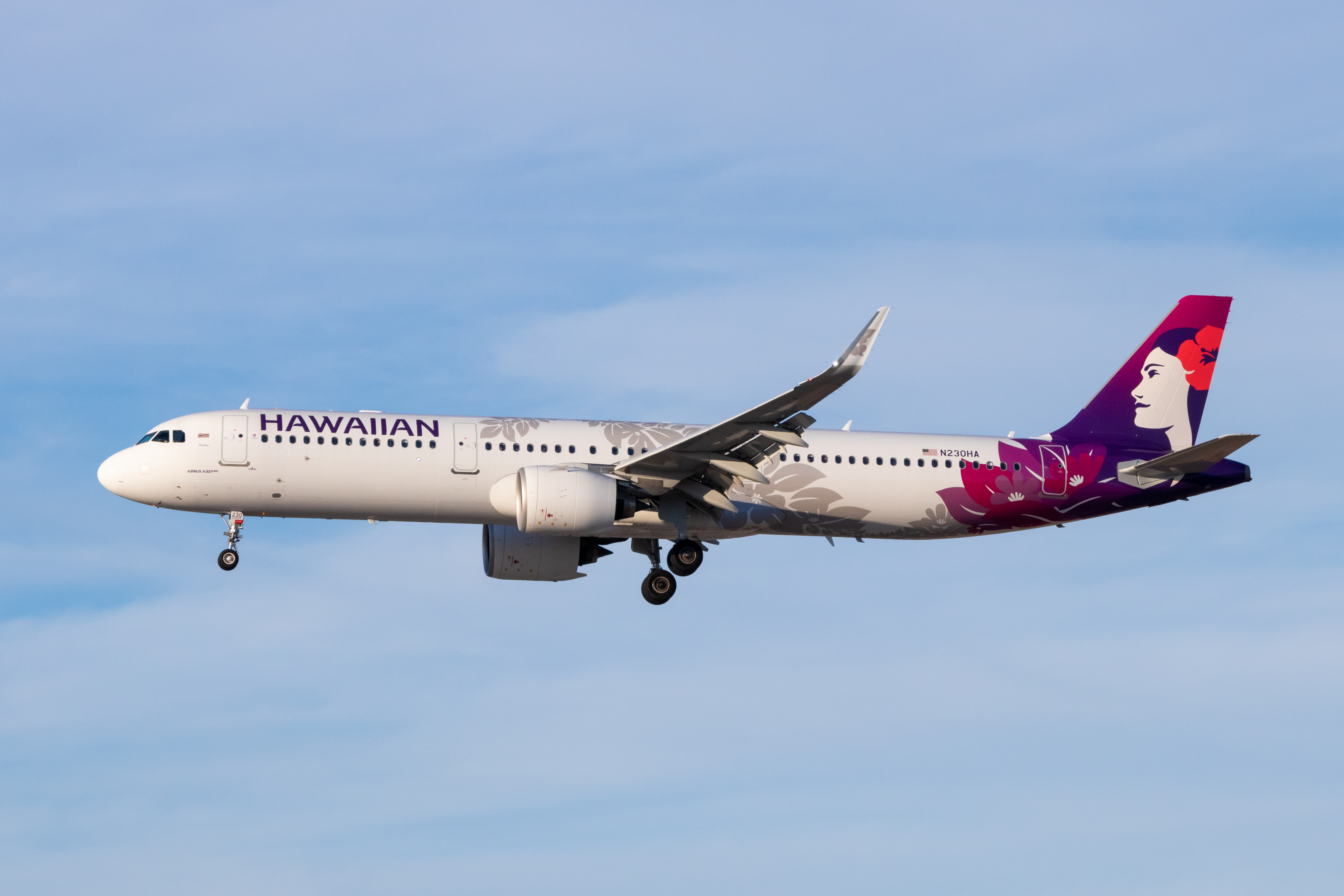
Airbus A321neo linii Hawaiian Airlines podchodzący do lądowania w Porcie lotniczym San Jose